# Sin Bandera
Sin Bandera é uma banda de rock e pop latino baseada no México, constituida pela dupla de cantores: o mexicano Leonel García e o argentino Noel Schajris. Eles se tornaram um dos artistas mais populares depois de seu primeiro álbum, "Sin Bandera" que foi lançado em 2002.

## História
Sin Bandera foi formada espontaneamente pelo cantor mexicano Leonel García. A princípio ele tinha a ideia de cantar sozinho, sempre mostrou destreza com a guitarra e com a voz, mas seu projeto ficou parado nas lojas de discos. Ao mesmo tempo, o argentino Noel Schajris estreou em 1999 como cantor com seu primeiro disco chamado Cita en las nubes.
Sendo ambos músicos, compositores e cantores, no ano de 2000 descobriram a fórmula ideal para unir seus talentos e personalidades.
Houve química imediata, os dois queriam cantar, mas Noel preferia o piano, e Leonel a guitarra, em nenhum momento houve choque de interesses, somente uma integração de gostos musicais.
No ano de 2002 a banda lançou seu primeiro disco chamado Sin Bandera. Seu primeiro êxito foi a música Entra en mi vida.
Para 2003 foram nomeados  Grammy Latino nas categorias de Melhor Artista Revelação e Melhor Álbum por Dueto ou Grupo vocal, ganhando este último. Com o álbum de estréia superaram a marca de um milhão de cópias vendidas, e foi disco de platina no México, disco de ouro na Costa Rica e Argentina, receberam vários prêmios Oye e Lo Nuestro como "Melhor Álbum Pop" e um MTV Latino como "Melhor Artista".
Depois de alguns meses, em 2003 gravaram Amor real, música da qual serviría também como tema musical da telenovela de mesmo nome, exibida pelo Canal de Las Estrellas da Televisa. Além disso, o grupo foi responsável pela abertura do concerto do cantor Alejandro Sanz nos Estados Unidos, e logo depois faria isso de novo na Espanha.
O segundo disco se chamou De viaje, onde incluíram um tema Puede ser que cantam com o grupo Presuntos Implicados da Espanha. Também aparecem as músicas Que lloro e Mientes tan bien.
Seu terceiro e quarto discos foram um só projeto: "Mañana" e o "Pasado" foram gravados ao mesmo tempo, e com a mesma ideia. O último é um álbum de versões de regravações, obras de outros autores. Que contém temas de Franco de Vita, Ricardo Montaner, Luis Miguel, Alejandro Sanz, Miguel Bosé, Aleks Syntek, John Paul Young, Emmanuel e até uma versão em espanhol de Serenata rap, de Jovanotti.
No dia 25 de junho de 2007 a banda anunciou sua disolução, Leonel García desmentiu que a causa deste fato fora por causa de brigas.
Ao final de 2007 lançaram Hasta ahora, que é uma recompilação dos temas que os levaram ao topo de suas carreiras, como Te vi venir e Mientes tan bien. Também incluíram um novo single chamado Pero no.
Em fevereiro de 2008, iniciaram a sua turnê internacional de despedida por diversos países da América Latina. Estiveram no Equador, República Dominicana, Argentina, Chile, Paraguai, Venezuela, Uruguai, Colômbia, Bolivia, Costa Rica, Guatemala, El Salvador, México, Puerto Rico e Estados Unidos.
Em 2016, foram indicados ao Grammy Latino de Canção do Ano por sua canção "En Ésta No".

## Discografia
| Informações |
| --- |
| Sin Bandera - Released: 26 de março de 2002 - Singles: - "Entra en mi Vida" - "Kilómetros" - "Sirena" - "Te vi venir" - "Ves"                    |
| De Viaje - Lançado: 21 de outubro de 2003 - Singles: - "Mientes tan bien" - "Qué lloro" - "De viaje" - "Amor real" - "Magia" - "Contigo" - "ABC" |
| Mañana - Lançado: 22 de novembro de 2005 - Singles: - "Suelta mi mano" - "Qué me alcance la vida" - "Tócame" - "La razón eres tú"                |
| Pasado - Lançado: 14 de novembro de 2006 - Singles: - "Si tú no estás" - "Será" #7                                                               |

### 2016
Single: En Éstar No

## Colaborações
- Y llegaste tú com Andrés de León no álbum "Quiero".
- Si la ves com Franco de Vita no álbum "Stop".
- Por favor com Frankie J no álbum "Un nuevo día".
- A Encontrarte com Áureo Baqueiro no álbum "Sin Bandera".
- Si supieras com Bárbara Muñoz no álbum "Amanecer".
- Parte de mi corazón com Kumbia Kings no álbum "Fuego" só canta Noel Schajris.
- Junto a ti com Vico C no álbum "Mañana".
- Lo Que Llamas Amor com Yung Kuntry no álbum "Mañana".
- No, No com Yung Kuntry no álbum "Mañana".
- Como Tú y Como Yo com Laura Pausini no álbum "Mañana".
- La razón eres tú com Brian McKnight no álbum "Mañana".
- Serenata rap com Jovanotti no álbum "Pasado".
- Mis impulsos sobre ti conm Aleks Syntek no álbum "Pasado".
- Puede ser com Presuntos implicados no álbum "De Viaje".
- Que Lloro (Ao Vivo) com Reik no álbum "Sesión Metropolitana".
- Maldita suerte com Víctor Manuelle no álbum "Decisión unánime".
- Ser o estar com Jesse & Joy no álbum "Esta es mi vida" só canta Leonel García.
- Somos lo que fue con Jesse & Joy no álbum "Esta es mi vida" só canta Noel Schajris.
- Sin Bandera Medley (Maldita Suerte/Ves/Tengo Ganas) (Ao vivo) com Víctor Manuelle no álbum "Live at Madison Square Garden".
- Se Puede Curar com Big Metra no álbum "Internacional".
- Por Eso com Pandora no álbum "Por eso... Gracias".
- Un Minuto Más com Fanny Lu no álbum Dos só canta Noel Schajris.
- Alérgico com Anahí no álbum Mi Delirio: Deluxe

## Temas Interessantes
- A Banda Sin Bandera ficou conhecida no Brasil, por ter uma música intitulada "Amor real", como o tema de abertura da telenovela Amor real no ano de 2003.
- O argentino Noel Schajris nasceu em 19 de julho de 1974 em Buenos Aires e se radicou no México em 1997.
- O mexicano Leonel García nasceu em 27 de janeiro de 1975 na Cidade de México.